# Palatinski grič
Palatinski grič (latinsko Collis Palatium, Mons Palatinus; italijansko Palatino, izgovorjava [palaˈtiːno]) je srednji med najstarejšimi rimskimi sedmimi griči in eden najstarejših delov mesta, imenovan tudi »prvo jedro rimskega imperija«. Stoji 40 metrov nad Rimskim forumom, na katerega gleda z ene strani navzdol in je na drugi  Circusa Maximusa. Od Avgustovega obdobja dalje so tu gradili cesarske palače.

## Izvedeni izrazi
Grič je etimološko poreklo besede palača in njenih sorodnikov v drugih jezikih (italijansko palazzo, francosko palais, špansko palacio, portugalsko palácio, nemško palast, češko palác, itd.).
Palatinski grič je tudi etimološko poreklo (preko latinskega pridevnika palatinus) »palatina«, upravnika cesarjevega dvora (latinsko palatium, ki je bila na griču Palatinu v Rimu); naziv palatini se nanaša tudi na oddelke, ki so čuvali cesarjevo palačo in v času cesarja Konstantina I. tudi na oddelke, ki so cesarja spremljali na pohodu.
Kasneje v Frankovskem cesarstvu se je njegova uporaba preusmerila na izraz palatinski grof,' najvišji uradnik pisarne za izdajo listin; skrbel je za protokol pfalškega grofa (Pfalzgraf) je izviral iz comes palatinus, starejšega urada v merovinških in karolinških časih.

## Etimologija
Po Liviju (59 pr. n. št. – 17 n. št.) je Palatinski grič ime dobil po arkadijskem naselju Pallantium. Bolj verjetno je, da izhaja iz samostana palātum; Enij ga enkrat uporablja za 'nebesa' in je lahko povezan z etruščansko besedo za nebo, falad. 

## Mitologija
Po rimski mitologiji je bil Palatinski grič lokacija jame, znane pod imenom Luperkalije, kjer sta Romul in Rem našla volkuljo, ki ju je ohranila pri življenju.
Druga legenda o Palatinu je Herkulov poraz Kakusa, potem ko je pošast ukradla nekaj goveda. Herkul je s svojo značilno gorjačo udaril Kaka tako močno, da je na jugovzhodnem vogalu griča nastala razpoka, kjer je kasneje nastalo stopnišče z imenom Cacus. 

## Zgodovina
Rim ima svoj izvor na Palatinu. Izkopavanja kažejo, da so ljudje na tem območju živeli že od 10. stoletja pred našim štetjem. Raziskave, izvedene na griču leta 1907 in ponovno leta 1948, so odkrile zbirko koč, ki naj bi se uporabljale za pokop med 9. in 7. st. pr. n. št., približno časovno obdobje, v katerem je bilo ustanovljeno mesto Rim. [10]
Po Liviju, po priseljevanju Sabincev in Albanov v Rim, so prvotni Rimljani živeli na Palatinu . Palatinski grič je bil tudi mesto starega festivala Luperkalije.
Številni premožni Rimljani republikanskega obdobja (c. 509 — 44 pr. n. št.) so imeli tu rezidence.
Avgust je od začetka cesarstva (27. pr. n. št.) tam zgradil svojo palačo, grič pa je postopoma postal izključna domena cesarjev; še vedno so vidne ruševine Avgustove (27 pr. n. št. — 14 n. št.), Tiberijeve (14 — 37 n. št.) in Domicijanove palače (81 - 96).
Avgust je tukaj tudi zgradil Apolonov tempelj.
Velik požar leta 64 je uničil Neronovo palačo, vendar jo je ta leta 69 zamenjal s še večjim Domusom Aurea, nad katero je bila zgrajena Domicijanova palača.

## Spomeniki
Palatinski grič je arheološko najdišče, ki je odprto za javnost.
Domicijanova palača, ki dominira na mestu in gleda na Circus Maximus, je bila prenovljena večinoma v času vladavine Domicijana nad prejšnjimi Neronovimi zgradbami.
Kasneje so cesarji, zlasti člani Severani, bistveno dopolnili zgradbe.

### Vila Livije in Avgusta
Vila Livije, Avgustove žene, ji je običajno pripisana le na podlagi generičnega imena na glineni cevi in posrednih dejavnikov, kot je bližina Avgustove vile.
Stavba je bila v bližini templja Magna Mater na zahodnem koncu griča, na spodnji terasi od templja. Zanimiva je po svojih čudovitih freskah.

### Domicijanova palača
Domicijanova palača (ali Flavijeva palača, ko so jo imeli tudi drugi flavijski cesarji) je na vrhu Palatinskega griča. Palača, ki jo je zasnoval arhitekt Rabirius, je masivna tridelna struktura, ločena, da omogoča vzporedno vodenje poslovnih zadev in zasebnega življenja. Sodobna imena, ki se uporabljajo za te dele, so:
- Domus Flavia
- Domus Augustana in
- vrt ali "stadion".

Struktura je blizu Avgustove hiše. Palača je bila zgrajena na starejših stavbah, predvsem na Nerovem Domusu Transitoria in republikanski hiši grifinov, od katerih so bili odkriti pomembni ostanki.
Pod Severom je bil ob jugozahodnem pobočju griča nad Circusom Maximusom dodan velik podaljšek, sicer pa je ostala palača, zgrajena pod Domicijanom, izjemno nedotaknjena v preostanku cesarstva. Palača je delovala kot uradna rezidenca rimskih cesarjev do padca Zahodnega rimskega cesarstva v 5. stoletju.

### Domus Severiana
Domus Severiana je sodobno ime, ki ga je dobil končni podaljšek cesarskim palačam na Palatinskem griču. Vključeval je kopeli Septimija Severa (lat. Balneum Palatii).

### Septizodium
Septizodium (imenovan tudi Septizonium ali Septicodium) je bila stavba v starem Rimu. Zgradil ga je cesar Septimij Sever leta 203. Ime "Septizodium" izvira iz septisolium, iz latinščine za tempelj sedmih sonc  in je verjetno dobil ime po sedmih planetarnih božanstvih (Saturn, Sonce, Luna, Mars, Merkur, Jupiter, Venera ). ) ali je bil prvotno razdeljen na sedem delov. Stavba ni imela praktičnega namena in je bila verjetno namenjena dekorativni fasadi, znani kot nimfej. Starodavni in srednjeveški viri opisujejo njegov namen, da bi naredili vtis na Severove Afričane, ko so vstopili v mesto, saj je stal na mestu, kjer Via Appia prečkala Palatin in vodila proti vzhodu proti Forumu Romanumu . Znani so tudi drugi primeri septizodije, vsi iz Afrike. 

### Kibelin tempelj
Kibelin tempelj ali tempelj Magna Mater je bil prvi in najpomembnejši rimski tempelj Magna Mater (Velika mati), ki so jo Grki poznali kot Kibelo. Zgrajen je bil za posebno podobo ali obliko boginje, meteorski kamen, ki so ga prinesli iz grške Male Azije v Rim leta 204 pr. n. št. Novi tempelj je bil posvečen 11. aprila 191 pr. n. št., in megalesije - prvi festival Magna Mater - je potekal na templju. 

### Tempelj Apolona Palatina
Tempelj Apolona Palatina (Palatinski Apolon) je bil tempelj, ki ga je Avgust najprej posvetil svojemu bogu zavetniku Apolonu. To je bil samo drugi tempelj v Rimu, posvečen bogu, po templju Apolona Sosiana. Postavljen je bil poleg Kibelinega templja.

### Tiberijeva hiša
Tiberijevo hišo je zgradil Tiberij, a je večino svojega časa preživel v svojih palačah v Kampaniji in na Capriju. Kasneje je bila vključena v Neronov Domus Transitoria . Del tega je še vedno v sedanjih vrtovih Farnese.

## Izkopavanja
Med vladavino Avgusta je bilo območje Palatinskega griča namenjeno nekakšnim arheološkim raziskavam, ko so našli fragmente posod in orodij iz bronaste dobe. To mesto je razglasil za »izvirno mesto Rim«. Sodobna arheologija je odkrila dokaze o naselitvi iz bronaste dobe na območju, ki je bilo pred ustanovitvijo Rima. Na Palatinu je muzej, v katerem so prikazani artefakti iz časa pred uradno ustanovitvijo mesta. Muzej vsebuje tudi rimsko kiparstvo.
Oltar neznanega božanstva, za katerega se je nekoč mislil, da je Aius Locutius, so tu odkrili leta 1820.
Julija 2006 so arheologi napovedali odkritje palatinske hiše, za katero menijo, da je rojstni kraj prvega rimskega cesarja Avgusta . Glavna arheologinja Clementina Panella je odkrila del hodnika in drugih fragmentov pod rimskim Palatinskim gričem, ki ga je 20. julija opisala kot »zelo staro aristokratsko hišo«. Zdi se, da je bila dvonadstropna hiša zgrajena okrog atrija, s freskami, zidovi in mozaiki, in stoji na pobočju Palatina, ki gleda na Kolosej in Konstantinov slavolok. Domove republikanskega obdobja na Palatinu so poznejše palače zgradile po velikem požaru v Rimu (leta 64), vendar očitno ta ni bila; skušnjava zgodnjega sklepanja je, da je bila ohranjena zaradi specifičnega in pomembnega razloga. V pritličju so bile tri trgovine odprte na Via Sacra.
Lokacija domusa je pomembna zaradi potencialne bližine Curiae Veteres, najzgodnejšega svetišča rimskih kurij .
Januarja 2007 je italijanska arheologinja Irene Iacopi napovedala, da je verjetno našla legendarno jamo Lupercale pod ostanki Avgustove rezidence, Domus Livia (Livijina vila) na Palatinu. Arheologi so pri 16-metrski votlini naleteli na obnovitev propadajoče palače. Na prvih fotografijah jame je bogato okrašen obok z mozaiki in školjkami. Lupercale so Rimljani v poznejših stoletjih verjetno pretvorili v svetišče .
Novembra 2007 so arheologi razkrili fotografije jame. Delno propadlo in okrašeno s školjkami in barvnim marmorjem, obokano svetišče je pokopano 16 metrov znotraj Palatinskega griča. Na vrhu soteske je bil najden bel orel. Večina svetišča je porušena ali napolnjena z zemljo, vendar so laserski posnetki omogočili strokovnjakom, da ocenijo, da ima krožna struktura višino 8 metrov in premer 7,3 metra. Adriano La Regina (nekdanji arheološki nadzornik v Rimu 1976–2004, profesor etruskologije na rimski univerzi La Sapienza), prof. Fausto Zevi (profesor rimske arheologije na rimski univerzi La Sapienza) in prof. Henner von Hesberg (vodja nemškega arheološkega inštituta v Rimu) je zanikal identifikacijo jame z Lupercalom na topografskih in slogovnih podlagah. Ugotovili so, da je jama pravzaprav nimfej ali podzemni triclinium iz Neronovega obdobja.